# Alan Oppenheimer
Alan Louis Oppenheimer (født 23. april 1930) er en amerikansk skuespiller og tegnefilmsdubber. Han er sikkert mest kendt som stemmen bag både Skeletor, Man-At-Arms og Cringer i den amerikanske superhelte tegnefilmserie He-Man and the Masters of the Universe.